# 2327 Gershberg
A 2327 Gershberg (ideiglenes jelöléssel 1969 TQ4) a Naprendszer kisbolygóövében található aszteroida. Bella Burnaseva fedezte fel 1969. október 13-án.